# Treasury
Der Anglizismus Treasury umfasst entweder – auf ein Unternehmen bezogen – die Organisationseinheiten, die sich mit der Steuerung von Zahlungsströmen befassen (Finanzmanagement) oder das Schatzamt eines Staates.

## Begriff
Das englische Wort treasury (von englisch treasure „Schatz“) bezeichnete historisch die Schatzkammer bzw. das Schatzamt des englischen Monarchen und – davon entlehnt – abstrahierend die Staatskasse als solche (heute noch entsprechend im Namen HM Treasury des britischen Finanz- und Wirtschaftsministeriums erkennbar). In der Folge hat sich der Ausdruck Treasury – zunächst in der Betriebswirtschaftslehre – aus der Aufbauorganisation US-amerikanischer Unternehmen auch in Deutschland eingebürgert. Die Anteilseigner von US-Kapitalunternehmen bestimmen das Board of Directors (siehe auch Monistisches System), welches die Tätigkeit der Officers, einer Sonderposition in einer Konzernleitung bzw. im Vorstand, überwacht. Einer dieser Officer ist der Treasurer; seine Aufgaben (Treasury) ähneln denen eines Finanzchefs (CFO), zuständig für das gesamte betriebliche Finanzwesen.

## Treasury bei Nichtbanken
Treasury spielt bei Nichtbanken eine große Rolle. Je größer und globaler ein Großunternehmen ausgerichtet ist, umso eher ist hier ein spezielles Treasury Management anzutreffen. In Wirtschaftsunternehmen soll das Treasury die Vertriebs- bzw. Beschaffungsaktivitäten durch eine Sicherung finanzieller Risiken sinnvoll ergänzen. Die Aufgabenbereiche, für die ein Treasury zuständig ist, sind abhängig von der jeweiligen Ablauforganisation eines Unternehmens. Sie kann übergreifend alle Bereiche bezeichnen, die mit dem Finanz- und dem Finanzrisikomanagement zu tun haben. Bei Großunternehmen wird der Begriff Treasury oder Treasury-Abteilung nur für das sogenannte Frontoffice verwendet, das Finanztransaktionen abschließt. Getrennt davon ist die für die Transaktionen zuständige Abwicklung (englisch Backoffice) zu sehen sowie gegebenenfalls das Finanzrisikocontrolling. In Kleinunternehmen liegt der Tätigkeitsschwerpunkt des Treasury auf dem Cash Management. Hierzu zählen
- die Planung, Optimierung und Abwicklung von ein- und ausgehenden Zahlungen,
- organisatorische Gestaltungen (Bankverbindungen, Cash-Pooling, Bankenclearing, Electronic Banking),
- Steuerung in der Beanspruchung von Kreditlinien/Fazilitäten,
- Optimierung der Liquidität,
- Verbesserung der Zinspositionen (durch mehr Zinsertrag und weniger Zinsaufwand).

Das Treasury liefert dann außerdem Informationen zum Finanzstatus des Unternehmens.
Wie bei einer Bank werden auch hier vom Treasurer Zins- und Währungsrisiken untersucht und bei Bedarf mit Hilfe derivativer Finanzinstrumente durch Hedging minimiert.
Zugleich ist das Treasury mit der Vermeidung finanzieller Risiken betraut, die heute weit über die Absicherung von Zinsänderungsrisiken oder Wechselkursrisiken hinausgehen können (Marktrisiko). Die Treasury-Abteilung kann auch Rohstoffrisiken absichern oder Wetterderivate behandeln, sei es um Unternehmensrisiken zu verkleinern oder um zu spekulieren.
Manchmal versteht man in Unternehmen unter Treasury lediglich das Liquiditätsmanagement. Ausgehend von den Kreditinstituten hat sich dieses Treasury bei Nichtbanken als eine Organisationseinheit entwickelt, die zur Liquiditätssicherheit und -stabilität beitragen und einen Wertbeitrag der Zahlungsströme herbeiführen soll.

## Treasury im Bankwesen
In Kreditinstituten ist Treasury im Rahmen der Gesamtbanksteuerung neben der Steuerung des Marktergebnisses (Geschäfte im Kundenbereich) ein sehr wichtiges Element. Es wird vom Treasury Management wahrgenommen. Der Vorstand ist darin selbst vertreten oder gibt dem Fachbereich die Leitlinien für das Aktiva-Passiva-Management der Bankbilanz vor. Treasury zielt auf eine Verbesserung der Vermögensallokation ab und strebt an, den Fortbestand des Kreditinstituts zu sichern.
Gegenstand des Treasury sind:
- jedwede Liquiditäts- und Finanzplanung (kurz-, mittel- oder langfristig),
- die Zins- und Währungsrisiken bei Vermögen und Schulden,
- erkannte Veränderungen im Risikobereich, insbesondere Ausfallrisiken bei Kreditnehmern, um etwaigen finanziellen Nachteilen rechtzeitig vorzubeugen oder ihr Eintreten zu antizipieren,
- Verbesserungen durch Bilanzstrukturmanagement.

Das Treasury untersucht permanent die Zahlungsströme, berechnet deren Barwert und versucht, Optimierungen aufzuspüren, die im Zeitablauf den Gewinn erhöhen oder den Verlust vermindern. Dazu kann gehören, dass der Treasurer auch außerbilanzielle Geschäfte in Derivaten tätigt.
Den Kreditinstituten sind in § 25a des Kreditwesengesetzes (KWG) besondere organisatorische Pflichten auferlegt, welche auch für den Bereich Treasury das Vorhandensein prüffähiger Dokumentationen zu Aufbau- und Ablauforganisation erfordern. In den Mindestanforderungen an das Risikomanagement (BA), abgekürzt MaRisk (BA), sind die Bestimmungen zur Ausgestaltung des Risikomanagements in deutschen Kreditinstituten von der Bundesanstalt für Finanzdienstleistungsaufsicht (BaFin) konkretisiert. Vor allem geht es um die Funktionstrennung zwischen dem Handelsbereich (Marktseite) und der Abwicklung (Marktfolge).